# Kinross Gold
Pour les articles homonymes, voir Kinross (homonymie).
Kinross Gold est une entreprise d'exploitation minière canadienne, spécialisée dans l'exploitation de gisements d'or et d'argent. Son siège est implanté à Toronto. Elle fait partie de l'indice S&P/TSX 60. Depuis 2015, l'entreprise est dirigée par Jonathon Rollinson,.

## Concessions
Elle possède les concessions minières de Fort Knox, de Buckhorn, de Round Mountain, de Paracatu, de Maricunga, de La Coipa, de Kupol, de Tasiast et de Chirano.

## Historique
En août 2010, Kinross rachète pour 7,1 milliards de dollars, Red Back Mining, une entreprise minière qui possède la mine de Chirano au Ghana, et la mine de Tasiast en Mauritanie. Cette acquisition fut controversée, le prix offert étant jugé comme trop important notamment au vu des réserves de la mine de Tasiast. En 2012, deux recours sont déposés devant les juridictions d'Ontario et de New York. Le président du groupe Tye Burt est alors congédié en juillet 2014, et une compensation de 12.5 millions de dollars est proposée aux actionnaires canadiens contre l'abandon des poursuites, et 33 millions pour les actionnaires américains. Peu de temps après le rachat, en 2011, les avocats de Kinross, ainsi qu'un lanceur d'alerte anonyme, prévinrent l'entreprise que les opérations à la mine de Tasiast étaient entachées de soupçons de corruption. En 2014, la SEC lance une enquête sur Kinross concernant ses activités en Mauritanie.
En décembre 2021, Kinross annonce l'acquisition de Great Bear Resources Ltd. et son projet Dixie dans le district minier de Red Lake au Canada, Ontario.
En avril 2022, Kinross Gold annonce la vente de ses activités en Russie, incluant la mine de Kupol et le projet minier de Udinsk, à Highland Gold Mining pour 680 millions de dollars.